# Fellia
Fellia is een geslacht van kreeftachtigen uit de klasse van de Ostracoda (mosselkreeftjes).

## Soorten
- Fellia bicornis (Mueller, 1906) Poulsen, 1969
- Fellia cornuta (Mueller, 1906) Poulsen, 1969
- Fellia dispar (Mueller, 1906) Deevey, 1982
- Fellia taurina (Vavra, 1906) Poulsen, 1969